# L'Homme de ma vie (film, 1992)
Pour les articles homonymes, voir L'Homme de ma vie.
Pour plus de détails, voir Fiche technique et Distribution.
L'Homme de ma vie est un film franco-canadien réalisé par Jean Charles Tacchella, sorti en 1992.

## Fiche technique
- Titre : L'Homme de ma vie
- Réalisateur : Jean Charles Tacchella
- Scénario : Jean Charles Tacchella
- Photographie : Dominique Le Rigoleur
- Montage : Marie-Aimée Debril
- Musique : Raymond Alessandrini
- Son :
- Décors :
- Costumes : Sylvie de Segonzac
- Producteur : Gabriel Boustiani
- Société de production : Optima Productions, Ciné Cinq, Prodève, Cinéroux Films, Sofica Valor 2, Canal+, Centre National de la Cinématographie (CNC), Téléfilm Canada
- Distributeur : La Société des Films Sirius
- Pays d'origine :  France |  Canada
- Langue : français
- Format : Couleur
- Genre : comédie romantique
- Durée : 103 min
- Dates de sortie : 
  -  France : 3 juin 1992

## Distribution
- Maria de Medeiros : Aimée
- Thierry Fortineau : Maurice
- Jean-Pierre Bacri : Malcolm
- Anne Létourneau : Catherine
- Ginette Garcin : Arlette
- Ginette Mathieu : Prudence
- Alain Doutey : Alain
- Alix De Konopka : Clarisse
- Carméla Valente : Liouchka
- Bertrand Lacy : Nicolas
- Emmanuelle Oriheul : Vendeuse de parfums
- Fulbert Janin : Maire
- Andrée Damant : La mère de Malcolm
- Jean-Philippe Ancelle : Ami de Malcolm
- Gérard Lemaire : Ami de Malcolm
- Véronique Boulanger : Flavienne
- Henri Gruvman : Chef
- Marie Garcin : Paulette
- Carol Styczen : Lionel
- Didier Harlmann : Détective privé
- Brigitte Boucher : Concierge de Maurice
- Marie-Ange Lelli : Jeune femme dans la rue
- Frédérique Lazarini
- Samuel Sogno
- Blanche Ravalec
- Olivier Lebeau
- Manoëlle Gaillard
- Françoise Caillaud
- Jean-Michel Molé
- Nicolas Perrot